# Charles Davey
Charles Frederick Davey (ur. 27 sierpnia 1886 w Croydon, zm. 7 października 1964 w Beckenham) – brytyjski kolarz szosowy, dwukrotny medalista mistrzostw świata.

## Kariera
Sportową karierę Charles Davey rozpoczął od piłki nożnej, lecz jeszcze jako nastolatek przerzucił się na kolarstwo. Pierwszy sukces w karierze osiągnął w 1921 roku, kiedy zdobył brązowy medal w wyścigu ze startu wspólnego amatorów podczas mistrzostw świata w Kopenhadze. W zawodach tych wyprzedzili go jedynie Szwed Gunnar Sköld oraz Duńczyk Willum Nielsen. Wynik ten powtórzył na rozgrywanych rok później mistrzostwach świata w Liverpoolu, gdzie wyprzedzili go dwaj rodacy: Dave Marsh i William Burkill. W 1912 roku wystartował na igrzyskach olimpijskich w Sztokholmie, gdzie zajął 39. miejsce indywidualnie, a drużynowo był zawodnikiem nie punktującym (Brytyjczycy zdobyli srebro, lecz Davey jako najsłabszy w reprezentacji nie otrzymał medalu).
Jego kariera została przerwana przez I wojnę światową, podczas której służył w Royal Naval Air Service (Służbie Lotniczej Marynarki Królewskiej) na Orkadach. Po wojnie wrócił do sportu i ścigał się do połowy lat 30. Po zakończeniu czynnej kariery był sędzią kolarskim przez 30 lat.